# 周访
周访（260年—320年），字士达，晋朝名将，本籍汝南安城，因祖輩於漢末避亂江南，於是在吳亡時改為廬江尋阳（今江西省九江市西）人。東晉初年著名將領，曾討平江州刺史華軼及作亂荊州的杜曾叛亂，又協助平定杜弢的流民叛亂，對東晉能於南方建立甚有功勞。周訪官至安南將軍、梁州刺史。

## 生平
周訪年輕時就沉著剛毅，謙虛禮讓，性格果斷而且慷慨施予，於是家無餘財。周訪最初任安陽縣功曹，在那時就遇上當時任廬江郡散吏的陶侃，結成朋友並得他推薦為郡主簿。後周訪察孝廉，曾獲授任郎中、上甲縣縣令，但都不上任。

### 討伐華軼
琅琊王司馬睿於永嘉元年（307年）南鎮建業後，更於永嘉五年（311年）升鎮東大將軍，並命周訪參鎮東軍事。不久司馬睿以江州刺史華軼不受自己任命，以周訪為揚烈將軍，領一千二百兵進駐彭澤防備華軼。但周訪欣賞華軼憂天下的熱誠，不願因這項軍事行動挑起華軼與司馬睿的嫌隙，於是改屯尋陽鄂陵。不久發生永嘉之亂，司空荀藩於滎陽建行臺，承制以司馬睿為盟主，當時司馬睿亦承制改易江州長吏，但華軼不服從，周訪因而奉命與甘卓及趙誘等人討伐華軼。周訪先擊敗前來進攻的武昌太守馮逸，後更與獲得華軼增援的馮逸於湓口大戰，又敗對手，及後更於彭澤打敗華軼駐屯的水軍。當時前江州刺史衞展與豫章太守周廣背叛並偷襲華軼，華軼因而潰敗，逃到安城，周訪追擊並殺死華軼，為司馬睿取江州。

### 杜弢之亂
戰後，司馬睿以周訪為振武將軍、尋陽太守，加鼓吹及曲蓋。後又命周訪與王敦所率領的諸軍討平杜弢叛亂。當時杜弢的部眾以桔橰去擊打周訪的船，而周訪就用分叉的木棒去阻止對方桔橰破壞己方的船。後於建興三年（315年）擊殺杜弢部將張彥，周訪更在戰中被流矢射斷兩隻牙齒。周訪在當日黃昏又與叛軍隔水對峙，然而因為叛軍人數是周訪軍隊的幾倍，周訪認為不能力敵，於是暗中命部分兵士裝成樵夫離開，然後結成兵陣，鳴著戰鼓回來，更大叫：「左軍（左將軍王敦）至！」士兵都大叫萬歲。及至夜晚周訪又特意命軍人多點火堆去煮食，令對岸的叛軍以為大軍已經到來，於是乘夜退走。周訪則沒有鬆懈，對諸將稱叛軍不久必定知道周訪沒有援軍，於是定會回來，決心儘快渡水北歸。周訪在完成渡水及斷橋後叛軍果然回來，但因不能渡水而撤回湘州。後來周訪又率水軍進攻湘城，並擊潰杜弢將杜弘。因以上種種戰功協助平定叛亂，周訪獲進為龍驤將軍。王敦又表周訪為豫章太守。周訪又獲加征討都督，爵尋陽縣侯。

### 消滅杜曾
同年，晉愍帝派侍中第五猗為安南將軍，監荊梁益寧四州諸軍事、荊州刺史。但當第五猗於建武元年（317年）自武關南下時就遇上當時於荊州叛亂的杜曾等人前來迎接，更奉他為主，聚眾數萬，與第五猗分據漢、沔。當時他們更進攻平南將軍荀崧駐守的宛城，周訪得到荀崧求救的書信後才領兵為荀崧解圍，然而杜曾仍舊盤據荊州。不久陶侃舊將鄭攀等因不滿王敦將立了平定杜弢大功的陶侃調任到廣州為廣州刺史，竟然與杜曾聯合抵抗新任荊州刺史王廙。因王廙試圖入荊州卻被杜曾擊敗，王敦所派的趙誘、朱軌等人更在與杜曾的作戰中戰死，令杜曾威震當地。司馬睿於是命周訪進攻杜曾。周訪當時領兵八千，先打算先聲奪人，分軍隊置左右翼而自領中軍，行軍時更高揚旗幟，果然令杜曾畏懼，先行派兵攻並非周訪所親率的左右翼。因為杜曾驍勇聞名，周訪於是於陣後射殺雉雞以安定兵眾之心，又命其部眾一旦一翼戰敗就鳴三下戰鼓，兩翼皆敗就鳴六下。最終兩翼皆敗，周訪聽到鼓聲後就選出精兵八百人，親為他們行酒，勒令他們不得輕舉罔動。周訪及後在代表兩翼皆敗的鼓聲響起後率精兵進攻杜曾，快接近時周訪更親自鳴鼓進攻，將士於是直攻杜曾，大敗杜曾部眾並殺了一千多人。周訪隨後乘勝進擊，決定乘杜曾此敗而一舉滅亡杜曾，於是原本由杜曾控制的漢、沔一帶都被周訪平定，更令杜曾退守武當。周訪在大敗杜曾後獲南中郎將、督梁州諸軍事、梁州刺史，駐屯襄陽。王廙亦得以入荊州。
太興二年（319年），周訪出其不意，攻打杜曾所據守的武當，杜曾不敵逃走但被捕，周訪斬杜曾並將第五猗等人押送給王敦。戰後進位安南將軍，持節。

### 抗衡王敦
昔日，王敦擔憂杜曾勢力增長，於是向周訪允諾，一旦周訪摛獲杜曾就會讓他任荊州刺史。但周訪殺杜曾後，王敦仍然自任荊州刺史，沒有實現承諾，故周訪仍任梁州刺史，未得荊州。周訪知道王敦失信後大怒，王敦寫信試圖解釋但不果，更令周訪打算謀害他。
周訪在襄陽時推動務農和練兵，用心去聽群眾意見，而且又自選地方官員，任命後才上表朝廷。周訪的行動和強大的軍事力量令王敦十分忌憚，於是雖然他早已有不臣之心，但仍不敢有異動。而周訪雖然屢立戰功，且被王敦所懼，但仍謙虛而不言功勳，更將功績都歸於朝廷，於是得士人尊重；而且周訪擅長安撫人心和招納群眾，令士眾都願為他效死。周訪練兵之餘亦與李矩和郭默等仍在河南一帶的東晉將領合作，打算北伐。而周訪知道王敦有不臣之心更恨得咬牙切齒，王敦見此，知道周訪肯定不會支持自己，故此王敦亦未敢作亂。
太興三年（320年），周訪去世，享年六十一歲。當時晉元帝十分傷心，下詔追贈周訪征西將軍，諡號為壯，更在尋陽郡立碑紀念。而隨著鎮西將軍祖逖於次年去世，周訪和祖逖兩個令王敦不敢作亂的鎮將都已死亡，王敦亦無顧忌，於是在永昌元年（322年）舉兵，爆發王敦之亂。

## 子女
- 周抚，王敦之亂時為王敦將領，作為其爪牙，王敦之亂被平定後逃亡。後再度出仕，又與桓溫平滅成漢，官至益州刺史。
- 周光，王敦之亂時支持王敦，但王敦死後王應秘不發喪並拒絕周光見王敦的要求，於是周光認為王敦已死，於是倒戈收捕錢鳳向朝廷謝罪。後又參與平定蘇峻之亂。官至尋陽太守。
- 周氏，嫁陶侃子陶曕。

## 延伸阅读
[在维基数据编辑]
 《晉書·卷058》，出自房玄齡《晉書》
 在维基共享资源阅览影像